# Villata
Villata est une commune italienne de la province de Verceil dans la région Piémont en Italie.

## Administration
| Période                                  | Période  | Identité       | Étiquette | Qualité |
| ---------------------------------------- | -------- | -------------- | --------- | ------- |
| 7 juillet 2009                           | En cours | Franco Bullano |           |         |
| Les données manquantes sont à compléter. |          |                |           |         |

### Communes limitrophes
Borgo Vercelli, Caresanablot, Casalvolone, Oldenico, San Nazzaro Sesia, Verceil